# アウディ・Q8
Q8 (キューエイト)は、ドイツの自動車メーカー、アウディが製造・販売するSUVである。

## 初代 (2019年 -)
2018年6月5日、中国の深圳で開催された「アウディ ブランドサミット」において公開された。基本設計をQ7と共有しながら、SUVとクーペを融合させたスタイルが外観上の特徴となる。アウディのQシリーズにおけるフラッグシップモデルとなる。

### 日本での販売
2019年7月3日、日本への導入が発表された。日本市場へはガソリンエンジンを搭載した「Q8 55 TFSIクワトロ」が導入された。エンジンは3.0L V6 DOHC直噴ガソリンターボエンジンで、最高出力340ps、最大トルク500Nm。リチウムイオンバッテリーを用いた48V電源システムとベルト駆動式オルタネータースターターを組み合わせたマイルドハイブリッドシステムが採用された。
2019年9月3日、販売開始。
| 日本でのグレードおよびスペック | 日本でのグレードおよびスペック                     | 日本でのグレードおよびスペック | 日本でのグレードおよびスペック | 日本でのグレードおよびスペック | 日本でのグレードおよびスペック | 日本でのグレードおよびスペック |
| グレード                       | エンジン                                           | 排気量                         | 最高出力・最大トルク           | 変速機                         | 駆動方式                       | 発売時期                       |
| ------------------------------ | -------------------------------------------------- | ------------------------------ | ------------------------------ | ------------------------------ | ------------------------------ | ------------------------------ |
| Q8 55 TFSIクワトロ             | V型6気筒 DOHC インタークーラー付ターボチャージャー | 2,995cc                        | 340PS/51.0kgm                  | 8速AT                          | 4WD                            | 2019年07月-                    |

### SQ8
2019年6月24日、欧州にて「Q8」の高性能モデルである「SQ8」を発表した。実車は同年9月10日、フランクフルトモーターショーにて初公開した。新開発された4.0LV型8気筒ツインターボディーゼルエンジンを搭載し、最高出力435ps、最大トルク91.8kgmを発揮。その結果、0-100km/h加速は4.8秒、最高速度は250km/h（リミッター作動）である。また、48Vのマイルドハイブリッドを採用している。

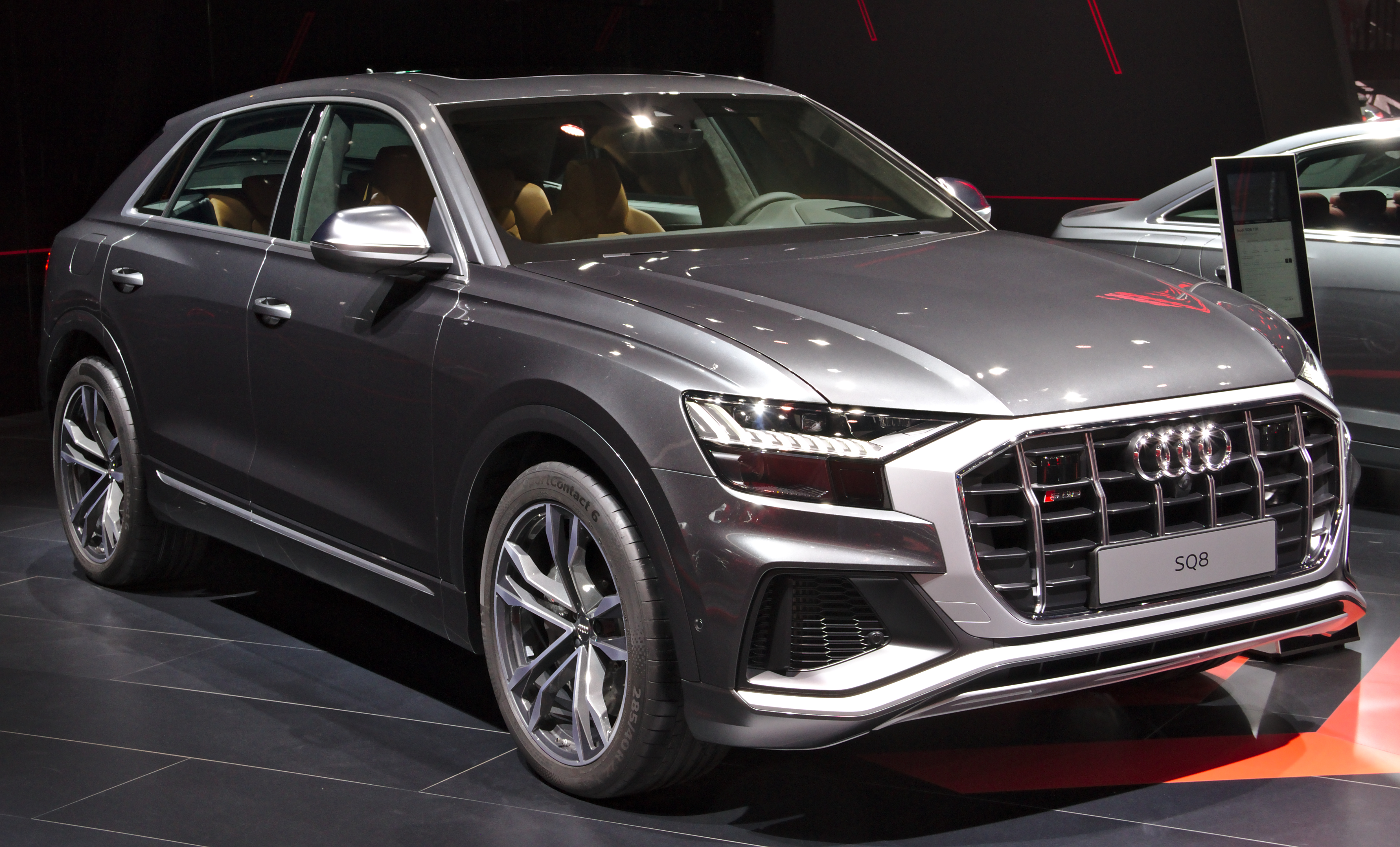
Audi SQ8
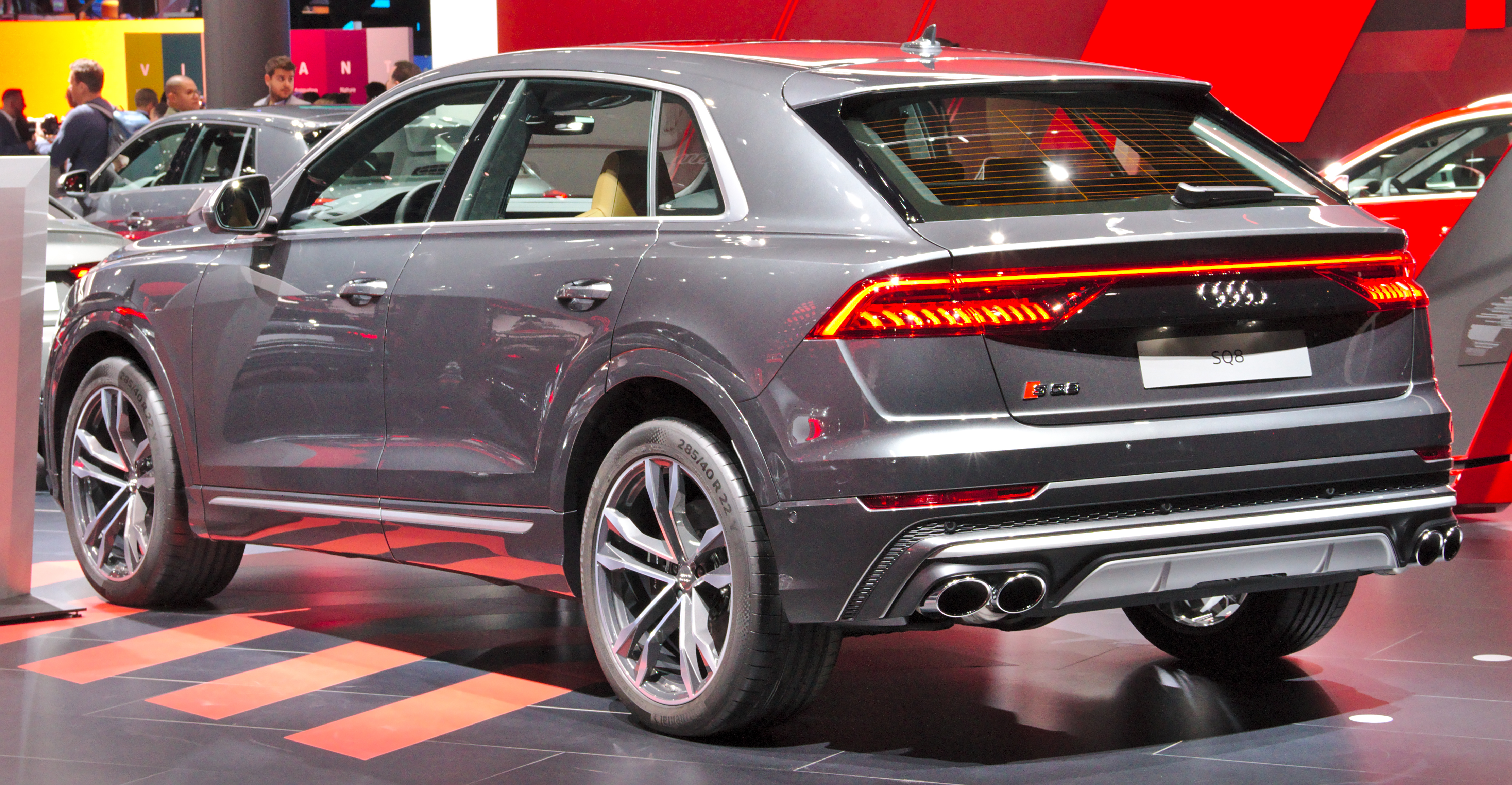
Audi SQ8